# Deelnemers UEFA-toernooien Italië
Onderstaande tabellen bevatten de deelnemers aan de UEFA-toernooien uit Italië.

## Mannen
NB Klikken op de clubnaam geeft een link naar het Wikipedia-artikel over het betreffende toernooi in het betreffende seizoen.
| Seizoen | Europacup I                                               | Europacup II                                                   | Jaarbeursstedenbeker                                           |                                 |
| ------- | --------------------------------------------------------- | -------------------------------------------------------------- | -------------------------------------------------------------- | ------------------------------- |
| 1955/56 | AC Milan                                                  |                                                                | 1955-58: Internazionale                                        |                                 |
| 1956/57 | ACF Fiorentina                                            |                                                                |                                                                |                                 |
| 1957/58 | AC Milan                                                  |                                                                |                                                                |                                 |
| 1958/59 | Juventus FC                                               |                                                                | 1958-60: AS Roma Internazionale                                |                                 |
| 1959/60 | AC Milan                                                  |                                                                |                                                                |                                 |
| 1960/61 | Juventus FC                                               | ACF Fiorentina                                                 | AS Roma Internazionale                                         |                                 |
| 1961/62 | Juventus FC                                               | ACF Fiorentina                                                 | AC Milan AS Roma Internazionale                                |                                 |
| 1962/63 | AC Milan                                                  | SSC Napoli                                                     | AS Roma UC Sampdoria                                           |                                 |
| 1963/64 | AC Milan Internazionale                                   | Atalanta Bergamo                                               | AS Roma Juventus FC                                            |                                 |
| 1964/65 | Bologna FC 1909 Internazionale                            | AC Torino                                                      | ACF Fiorentina AC Milan AS Roma Juventus FC                    |                                 |
| 1965/66 | Internazionale                                            | Juventus FC                                                    | ACF Fiorentina AC Milan AC Torino AS Roma                      |                                 |
| 1966/67 | Internazionale                                            | ACF Fiorentina                                                 | Bologna FC 1909 Juventus FC SSC Napoli                         |                                 |
| 1967/68 | Juventus FC                                               | AC Milan                                                       | ACF Fiorentina Bologna FC 1909 SSC Napoli                      |                                 |
| 1968/69 | AC Milan                                                  | AC Torino                                                      | ACF Fiorentina Bologna FC 1909 Juventus FC SSC Napoli          |                                 |
| 1969/70 | ACF Fiorentina AC Milan                                   | AS Roma                                                        | Cagliari Calcio Internazionale Juventus FC SSC Napoli          |                                 |
| 1970/71 | Cagliari Calcio                                           | Bologna FC 1909                                                | ACF Fiorentina Internazionale Juventus FC SS Lazio             |                                 |
| Seizoen | Europacup I                                               | Europacup II                                                   | UEFA Cup                                                       |                                 |
| 1971/72 | Internazionale                                            | Torino Calcio                                                  | AC Milan Bologna FC 1909 Juventus FC SSC Napoli                |                                 |
| 1972/73 | Juventus FC                                               | AC Milan                                                       | ACF Fiorentina Cagliari Calcio Internazionale Torino Calcio    |                                 |
| 1973/74 | Juventus FC                                               | AC Milan                                                       | ACF Fiorentina Internazionale SS Lazio Torino Calcio           |                                 |
| 1974/75 |                                                           | Bologna FC 1909                                                | Internazionale Juventus FC SSC Napoli Torino Calcio            |                                 |
| 1975/76 | Juventus FC                                               | ACF Fiorentina                                                 | AC Milan AS Roma SS Lazio SSC Napoli                           |                                 |
| 1976/77 | Torino Calcio                                             | SSC Napoli                                                     | AC Cesena AC Milan Internazionale Juventus FC                  |                                 |
| 1977/78 | Juventus FC                                               | AC Milan                                                       | ACF Fiorentina Internazionale SS Lazio Torino Calcio           |                                 |
| 1978/79 | Juventus FC                                               | Internazionale                                                 | AC Milan Lanerossi Vicenza SSC Napoli Torino Calcio            |                                 |
| 1979/80 | AC Milan                                                  | Juventus FC                                                    | Internazionale Perugia Calcio SSC Napoli Torino Calcio         |                                 |
| 1980/81 | Internazionale                                            | AS Roma                                                        | Juventus FC Torino Calcio                                      |                                 |
| 1981/82 | Juventus FC                                               | AS Roma                                                        | Internazionale SSC Napoli                                      |                                 |
| 1982/83 | Juventus FC                                               | Internazionale                                                 | ACF Fiorentina AS Roma SSC Napoli                              |                                 |
| 1983/84 | AS Roma                                                   | Juventus FC                                                    | Hellas Verona Internazionale                                   |                                 |
| 1984/85 | Juventus FC                                               | AS Roma                                                        | ACF Fiorentina Internazionale                                  |                                 |
| 1985/86 | Hellas Verona Juventus FC                                 | UC Sampdoria                                                   | AC Milan Internazionale Torino Calcio                          |                                 |
| 1986/87 | Juventus FC                                               | AS Roma                                                        | ACF Fiorentina Internazionale SSC Napoli Torino Calcio         |                                 |
| 1987/88 | SSC Napoli                                                | Atalanta Bergamo                                               | AC Milan Hellas Verona Internazionale Juventus FC              |                                 |
| 1988/89 | AC Milan                                                  | UC Sampdoria                                                   | AS Roma Internazionale Juventus FC SSC Napoli                  |                                 |
| 1989/90 | AC Milan Internazionale                                   | UC Sampdoria                                                   | ACF Fiorentina Atalanta Bergamo Juventus FC SSC Napoli         |                                 |
| 1990/91 | AC Milan SSC Napoli                                       | Juventus FC UC Sampdoria                                       | AS Roma Atalanta Bergamo Bologna FC 1909 Internazionale        |                                 |
| 1991/92 | UC Sampdoria                                              | AS Roma                                                        | AC Parma Genoa CFC Internazionale Torino Calcio                |                                 |
| Seizoen | Champions League                                          | Europacup II                                                   | UEFA Cup                                                       | Intertoto Cup                   |
| 1992/93 | AC Milan                                                  | AC Parma                                                       | AS Roma Juventus FC SSC Napoli Torino Calcio                   |                                 |
| 1993/94 | AC Milan                                                  | AC Parma Torino Calcio                                         | Cagliari Calcio Internazionale Juventus FC SS Lazio            |                                 |
| 1994/95 | AC Milan                                                  | UC Sampdoria                                                   | AC Parma Internazionale Juventus FC SS Lazio SSC Napoli        |                                 |
| 1995/96 | Juventus FC                                               | AC Parma                                                       | AC Milan AS Roma Internazionale SS Lazio                       |                                 |
| 1996/97 | AC Milan Juventus FC                                      | ACF Fiorentina                                                 | AC Parma AS Roma Internazionale SS Lazio                       |                                 |
| 1997/98 | AC Parma Juventus FC                                      | Vicenza Calcio                                                 | Internazionale SS Lazio UC Sampdoria Udinese Calcio            |                                 |
| 1998/99 | Internazionale Juventus FC                                | SS Lazio                                                       | ACF Fiorentina AC Parma AS Roma Udinese Calcio Bologna FC 1909 | <- Bologna FC 1909 UC Sampdoria |
| Seizoen | Champions League                                          | UEFA Cup                                                       | Intertoto Cup                                                  |                                 |
| 1999/00 | ACF Fiorentina AC Milan AC Parma -> SS Lazio              | AC Parma AS Roma Bologna FC 1909 Udinese Calcio Juventus FC    | <- Juventus FC Perugia Calcio                                  |                                 |
| 2000/01 | AC Milan Internazionale -> Juventus FC SS Lazio           | Internazionale ACF Fiorentina AC Parma AS Roma Udinese Calcio  | Perugia Calcio <- Udinese Calcio                               |                                 |
| 2001/02 | AC Parma -> AS Roma Juventus FC SS Lazio                  | AC Parma ACF Fiorentina AC Milan Internazionale                | Brescia Calcio                                                 |                                 |
| 2002/03 | AS Roma AC Milan Internazionale Juventus FC               | AC Parma Chievo Verona SS Lazio                                | Bologna FC 1909 Perugia Calcio Torino Calcio                   |                                 |
| 2003/04 | AC Milan Internazionale -> Juventus FC SS Lazio           | Internazionale AC Parma AS Roma Udinese Calcio Perugia Calcio  | Brescia Calcio <- Perugia Calcio                               |                                 |
| 2004/05 | AC Milan AS Roma Internazionale Juventus FC               | Parma FC SS Lazio Udinese Calcio                               |                                                                |                                 |
| 2005/06 | AC Milan Internazionale Juventus FC Udinese Calcio ->     | Udinese Calcio AS Roma UC Sampdoria US Palermo                 | SS Lazio                                                       |                                 |
| 2006/07 | AC Milan AS Roma Chievo Verona -> Internazionale          | Chievo Verona Livorno Calcio Parma FC US Palermo               |                                                                |                                 |
| 2007/08 | AC Milan AS Roma Internazionale SS Lazio ->               | SS Lazio ACF Fiorentina Empoli FC US Palermo UC Sampdoria      | <- UC Sampdoria                                                |                                 |
| 2008/09 | ACF Fiorentina -> AS Roma Internazionale Juventus FC      | ACF Fiorentina AC Milan UC Sampdoria Udinese Calcio SSC Napoli | <- SSC Napoli                                                  |                                 |
| Seizoen | Champions League                                          | Europa League                                                  |                                                                |                                 |
| 2009/10 | ACF Fiorentina AC Milan Internazionale Juventus FC ->     | Juventus FC AS Roma Genoa CFC SS Lazio                         |                                                                |                                 |
| 2010/11 | AC Milan AS Roma Internazionale UC Sampdoria ->           | UC Sampdoria Juventus FC SSC Napoli US Palermo                 |                                                                |                                 |
| 2011/12 | AC Milan Internazionale SSC Napoli Udinese Calcio ->      | Udinese Calcio AS Roma SS Lazio US Palermo                     |                                                                |                                 |
| 2012/13 | AC Milan Juventus FC Udinese Calcio ->                    | Udinese Calcio Internazionale SS Lazio SSC Napoli              |                                                                |                                 |
| 2013/14 | AC Milan Juventus FC -> SSC Napoli ->                     | Juventus FC SSC Napoli ACF Fiorentina SS Lazio Udinese Calcio  |                                                                |                                 |
| 2014/15 | AS Roma -> Juventus FC SSC Napoli ->                      | AS Roma SSC Napoli ACF Fiorentina Internazionale Torino FC     |                                                                |                                 |
| 2015/16 | AS Roma Juventus FC SS Lazio ->                           | SS Lazio ACF Fiorentina SSC Napoli UC Sampdoria                |                                                                |                                 |
| 2016/17 | AS Roma -> Juventus FC SSC Napoli                         | AS Roma ACF Fiorentina Internazionale US Sassuolo              |                                                                |                                 |
| 2017/18 | AS Roma Juventus FC SSC Napoli ->                         | SSC Napoli AC Milan Atalanta Bergamo SS Lazio                  |                                                                |                                 |
| 2018/19 | AS Roma Internazionale -> Juventus FC SSC Napoli ->       | Internazionale SSC Napoli AC Milan Atalanta Bergamo SS Lazio   |                                                                |                                 |
| 2019/20 | Atalanta Bergamo Internazionale -> Juventus FC SSC Napoli | Internazionale AS Roma SS Lazio Torino FC                      |                                                                |                                 |
| 2020/21 | Atalanta Bergamo Internazionale Juventus FC SS Lazio      | AC Milan AS Roma SSC Napoli                                    |                                                                |                                 |
| Seizoen | Champions League                                          | Europa League                                                  | Europa Conference League                                       |                                 |
| 2021/22 | AC Milan Atalanta Bergamo Internazionale Juventus FC      | SS Lazio SSC Napoli                                            | AS Roma                                                        |                                 |

### Deelnames
Aantal seizoenen
| 58x Juventus FC 55x Internazionale 48x AC Milan 43x AS Roma 33x SSC Napoli 30x ACF Fiorentina 28x SS Lazio 20x Torino FC (inclusief AC Torino, 3x/Torino Calcio, 15x) 15x Parma FC (inclusief AC Parma, 13x) 14x UC Sampdoria 11x Bologna FC 1909 11x Udinese Calcio | 09x Atalanta Bergamo 05x US Palermo 05x Perugia Calcio 04x Cagliari Calcio 02x Genoa CFC 03x Hellas Verona 02x Brescia Calcio 02x Chievo Verona 02x Vicenza Calcio (inclusief Lanerossi Vicenza, 1x) 01x AC Cesena 01x Empoli FC 01x AS Livorno Calcio 01x US Sassuolo |

## Vrouwen
NB Klikken op de clubnaam geeft een link naar het Wikipedia-artikel over het betreffende toernooi in het betreffende seizoen.
| Seizoen | Women's Cup                             |
| ------- | --------------------------------------- |
| 2001/02 | Torres Fo.S                             |
| 2002/03 | SS Lazio                                |
| 2003/04 | Foroni Verona                           |
| 2004/05 | Terra Sarda Torres                      |
| 2005/06 | ASD CF Bardolino                        |
| 2006/07 | ASD Fiammamonza 1970                    |
| 2007/08 | ASD CF Bardolino                        |
| 2008/09 | ASD CF Bardolino                        |
| Seizoen | Champions League                        |
| 2009/10 | ASD CF Bardolino ASD Torres Calcio      |
| 2010/11 | ASD CF Bardolino ASD Torres Calcio      |
| 2011/12 | ASD Torres Calcio UPC Tavagnacco        |
| 2012/13 | ASD CF Bardolino SEF Torres Calcio 1903 |
| 2013/14 | SEF Torres Calcio 1903 UPC Tavagnacco   |
| 2014/15 | ACF Brescia SEF Torres Calcio 1903      |
| 2015/16 | ACF Brescia AGSM Verona                 |
| 2016/17 | ACF Brescia AGSM Verona                 |
| 2017/18 | ACF Brescia ACF Fiorentina              |
| 2018/19 | ACF Fiorentina Juventus FC              |
| 2019/20 | ACF Fiorentina Juventus FC              |
| 2020/21 | ACF Fiorentina Juventus FC              |
| 2021/22 | AC Milan Juventus FC                    |

### Deelnames
08x AGSM Verona (inclusief ASD CF Bardolino)
08x SEF Torres Calcio 1903 (inclusief Torres Fo.S, 1x/Terra Sarda Torres, 1x/ASD Torres Calcio, 3x)
04x ACF Brescia
04x ACF Fiorentina
04x Juventus FC
02x UPC Tavagnacco
01x AC Milan
01x Foroni Verona
01x SS Lazio
Albanië ·
Andorra ·
Armenië ·
Azerbeidzjan ·
België ·
Bosnië en Herzegovina ·
Bulgarije ·
Cyprus ·
Denemarken ·
Duitsland ·
Engeland ·
Estland ·
Faeröer ·
Finland ·
Frankrijk ·
Georgië ·
Gibraltar ·
Griekenland ·
Hongarije ·
Ierland ·
IJsland ·
Israël ·
Italië ·
Kazachstan ·
Kroatië ·
Kosovo ·
Letland ·
Liechtenstein ·
Litouwen ·
Luxemburg ·
Malta ·
Moldavië ·
Montenegro ·
Nederland ·
Noord-Ierland ·
Noord-Macedonië ·
Noorwegen ·
Oekraïne ·
Oostenrijk ·
Polen ·
Portugal ·
Roemenië ·
Rusland ·
San Marino ·
Schotland ·
Servië ·
Slovenië ·
Slowakije ·
Spanje ·
Tsjechië ·
Turkije ·
Wales ·
Wit-Rusland ·
Zweden ·
Zwitserland

Historie:
DDR ·
Joegoslavië ·
Saarland ·
Sovjet-Unie ·
Tsjecho-Slowakije